# Mary Wroth
Lady Mary Wroth, född 1587, död 1652, var en engelsk diktare och författare.
Hon var en banbrytande engelsk diktare, känd för att vara den första kvinnan att skriva en komplett sonettsekvens och ett originalverk av prosafiktion. Tidigare kvinnliga författare under 1500-talet hade huvudsakligen arbetat inom genrerna översättning, dedikation och epitafium, men Wroth utmanade dessa traditionella ramar genom att skriva modern  kärlekspoesi och om romanser. Hennes verk uppskattades av samtidens framstående poeter, såsom Ben Jonson, George Chapman och Josuah Sylvester. Trots kontroversen kring publiceringen av hennes stora prosaverk, The Countess of Montgomery’s Urania (1621), fortsatte Wroth att skriva och fullbordade en andra del av sin roman samt en pastoraldrama i fem akter, Love’s Victory.

## Biografi
Mary Wroth föddes sannolikt den 18 oktober 1587 som äldsta dotter till Sir Robert Sidney och Lady Barbara Gamage. Hon var en del av en framstående litterär familj känd för sitt stöd till konst. Hennes farbror, Sir Philip Sidney, var en ledande elisabetansk poet, statsman och soldat vars död i Nederländerna gjorde honom till en nationalhjälte. Wroth influerades starkt av sin farbrors verk, inklusive sonettsekvensen Astrophil and Stella (1591), prosaromanen The Countess of Pembroke’s Arcadia (1590) och den pastorala underhållningen The Lady of May (1578 eller 1579).